# Xenylla wilsoni
Xenylla wilsoni är en urinsektsart som beskrevs av da Gama 1974. Xenylla wilsoni ingår i släktet Xenylla och familjen Hypogastruridae. Inga underarter finns listade i Catalogue of Life.